# Hoplistopus butti
Hoplistopus butti là một loài bướm đêm thuộc họ Sphingidae. Nó được tìm thấy ở Nam Phi và Namibia.
Nó rất giống với Hoplistopus penricei, nhưng thân và cánh màu xám nâu và nhạt hơn.